# Ананьина, Мария Александровна
Мария Александровна Ананьина (по второму мужу Дейч; 1849, Санкт-Петербург — 25 января 1899, Нерчинск, Забайкальская область) — русская революционерка, народница, член партии Террористическая фракция «Народной воли».

## Биография
Родилась в семье служащего завода в Санкт-Петербурге. Воспитывалась в приюте принца П. Ольденбургского в Петербурге, откуда вышла в 1865 году.
Вышла замуж за крестьянина Нижне-Сербинской волости Красноуфиимского уезда Пермской губернии. В браке родились дети. В середине 80-х развелась с мужем, училась на акушерских курсах. После окончания акушерских курсов работала земской акушеркой в Парголово (недалеко от Санкт-Петербурга). В феврале 1887 года на её даче в Парголове проживал в течение нескольких дней под видом учителя-репетитора сына Ананьиной А. И. Ульянов, занимаясь изготовлением взрывчатого вещества — нитроглицерина.
Арестована в Парголове 3 марта 1887 года. Перевезена в Санкт-Петербург в Дом предварительного заключения. Предана суду Особого Присутствия Правительствующего Сената по обвинению в принадлежности к преступному сообществу, именующемуся террористической фракцией «Народной Воли», и в изготовлении разрывных метательных снарядов с целью бросить снаряды под экипаж государя. Судилась в Особом Присутствии Правительствующего Сената с 15 по 19 апреля 1887 года на процессе «Второго 1 марта». Приговорена к лишению всех прав состояния и к смертной казни через повешение, причём суд ходатайствовал о замене смертной казни каторжными работами на 20 лет. Ходатайство суда удовлетворено. Подала прошение о помиловании.
В ноябре 1887 года в связи с беспорядками, происшедшими 21 октября 1887 года в тюремном Иркутском замке, объявляла голодовку.
Прибыла 8 января 1888 году на Кару. Лишена послаблений и льгот, предусмотренных манифестами от 17 апреля 1891 года и 14 ноября 1894 года в виду тяжести совершенного преступления. Переведена 11 сентября 1892 года из тюрьмы в вольную команду.
Вступила в брак 3 апреля 1896 года с ссыльным Львом Григорьевичем Дейчем.
В сентябре 1896 года срок каторжных работ сокращен на одну треть. По упразднении Карийской тюрьмы 15 мая 1898 года переведена в Акатуйскую тюрьму, куда прибыла 6 июня 1898 года. Отправлена 21 ноября 1898 года в село Алгач, в тюремный лазарет для излечения. В январе 1899 года возвращена на жительство в Нерчинск под надзор.
Умерла в Нерчинске 25 января 1899 года от воспаления почек.

## Муж и дети
Дети от первого брака:
- Лидия Ивановна (р. 1868) — журналист. Была привлечена по тому же уголовному делу, что и мать, за недостатком улик была административно сослана в Западную Сибирь на 5 лет. Работала в провинциальных газетах и состояла ответственным редактором «Русского Богатства».
- сын.

Лев Григорьевич Дейч — второй муж.
- Сын от второго брака — писатель Яков Львович Лович.